# Slag in de Karpaten
De Slag in de Karpaten  was een veldslag uit de Eerste Wereldoorlog aan het oostfront tussen het Russische Rijk en de centralen in de Oostenrijkse provincie Galicië. De slag vond plaats van december 1914 tot maart 1915. Het plan was om het door de Russen bezette deel van Galicië te heroveren. Dat plan mislukte: de Centralen leden in plaats daarvan grote verliezen.